# Saison 2012-2013 du Chartres Métropole Handball 28
Chronologie
2011-2012 2013-2014
La saison 2012-2013 du Chartres Métropole Handball 28 est la 2e consécutive du club en Pro D2. Cet exercice est marqué par la participation en fin de saison aux playoff pour l'accession en Ligue Nationale de Handball (LNH).

## Avant-saison

### Objectifs
Les objectifs 2012-2013 sont clairs pour le staff : à minima participer aux playoffs pour préparer au mieux l'accession à court terme (2 ou 3 ans) en LNH.

### Changement de couleurs
Pendant de longues années, les couleurs du club furent rouge et noir.
Le club, devenu Chartres Métropole HB 28, joue à partir de la saison 2012-2013 sous les couleurs bleu et orange de la communauté d'agglomération Chartres métropole, partenaire du club.

### Budget
Avec un budget de 1,6 M€ lors de cette saison, le club pourrait être en LNH.

### Transferts
| Nom                    | Poste              | Provenance/Destination |
| ---------------------- | ------------------ | ---------------------- |
| Arrivées               |                    |                        |
| Louis Prévost          | Gardien            | CMHB 28 juniors        |
| Sébastien Ostertag     | Ailier gauche      | Tremblay-en-France     |
| Robin Molinié          | Demi-centre        | ES Besançon            |
| Sébastien Mongin       | Demi-centre        | Tremblay-en-France     |
| Josip Pazin            | Arrière droit      | TSV Suhr Aarau ()      |
| Mario Anic             | Pivot              | VfL Gummersbach ()     |
| Départs                |                    |                        |
| Frédéric Capitain      | Gardien            | CMHB 28 B              |
| Yannick Verdier        | Ailier gauche      | ROC Aveyron            |
| Alexandre Vu           | Arrière polyvalent | Cesson-Rennes          |
| Romain Vimard          | Demi-centre        | CMHB 28 B              |
| Reda Yesli             | Demi-centre        | CMHB 28 B              |
| Ferly Boubala-Yembi    | Arrière droit      | Loudéac                |
| Jean-Christophe Benard | Pivot              | Nîmes                  |

## Résultats sportifs

### Championnat
En difficulté après la reprise en janvier et une série de six matchs sans victoire, l'équipe s'impose à Istres en février (23-28). Malgré un effectif largement remanié et pas été épargnés par les blessures, le CMHB 28 termine 5e de la saison régulière de Pro D2 puis participe pour la 1e fois aux play-offs, synonyme d'accession en LNH en cas de victoire. Chartres Métropole Handball 28 est éliminé d'un but en demi-finale par Mulhouse HSA : score à l'aller 27-31 pour Mulhouse, au retour 26-30 pour Chartres. Battus en demi-finales de play-offs d’un but par Mulhouse, les handballeurs chartrains atteignent l’objectif fixé par le président Besson.
Deux joueurs de l'équipe sont élus meilleur joueur de la saison à leur poste. Maxime Cherblanc (pivot) et Emeric Paillasson (défenseur) représentent le CMHB 28 dans l'équipe type de la saison Pro B 2012-2013.

#### Calendrier
| Journée                                      | Date                  | Domicile          | Visiteurs         | Score        | Classement (sur 14) |              |
| Matchs aller                                 | Matchs aller          | Matchs aller      | Matchs aller      | Matchs aller | Matchs aller        | Matchs aller |
| -------------------------------------------- | --------------------- | ----------------- | ----------------- | ------------ | ------------------- | ------------ |
| 1                                            | Samedi 8 septembre    | Massy             | CMHB28            | 29-28        | 14e                 |              |
| 2                                            | Vendredi 14 septembre | CMHB28            | Dijon             | 18-16        | 8e                  |              |
| 3                                            | Vendredi 21 septembre | CMHB28            | Semur-en-auxois   | 25-24        | 7e                  |              |
| 4                                            | Vendredi 28 septembre | Mulhouse          | CMHB28            | 32-28        | 7e                  |              |
| 5                                            | Vendredi 5 octobre    | CMHB28            | Istres            | 29-33        | 10e                 |              |
| 6                                            | Vendredi 12 octobre   | Nancy             | CMHB28            | 27-29        | 6e                  |              |
| 7                                            | Vendredi 19 octobre   | CMHB28            | Valence           | 25-24        | 8e                  |              |
| 8                                            | Samedi 27 octobre     | Pontault-Combault | CMHB28            | 24-26        | 6e                  |              |
| 9                                            | Samedi 10 novembre    | CMHB28            | Nîmes             | 29-28        | 4e                  |              |
| 10                                           | Vendredi 16 novembre  | Gonfreville       | CMHB28            | 21-21        | 3e                  |              |
| 11                                           | Vendredi 30 novembre  | CMHB28            | Vernon            | 29-28        | 3e                  |              |
| 12                                           | Vendredi 7 décembre   | Angers            | CMHB28            | 21-20        | 4e                  |              |
| 13                                           | Vendredi 14 décembre  | CMHB28            | Besançon          | 26-26        | 4e                  |              |
| Matchs retour                                |                       |                   |                   |              |                     |              |
| 14                                           | Samedi 19 janvier     | CMHB28            | Massy             | 31-38        | 4e                  |              |
| 15                                           | Samedi 26 janvier     | Dijon             | CMHB28            | 27-23        | 6e                  |              |
| 16                                           | Samedi 9 février      | Semur-en-auxois   | CMHB28            | 30-29        | 7e                  |              |
| 17                                           | Samedi 16 février     | CMHB28            | Mulhouse          | 30-34        | 9e                  |              |
| 18                                           | Vendredi 22 février   | Istres            | CMHB28            | 23-28        | 6e                  |              |
| 19                                           | Vendredi 8 mars       | CMHB28            | Nancy             | 33-28        | 5e                  |              |
| 20                                           | Vendredi 15 mars      | Valence           | CMHB28            | 25-25        | 6e                  |              |
| 21                                           | Samedi 23 mars        | CMHB28            | Pontault-Combault | 33-33        | 6e                  |              |
| 22                                           | Vendredi 12 avril     | Nîmes             | CMHB28            | 32-23        | 6e                  |              |
| 23                                           | Vendredi 19 avril     | CMHB28            | Gonfreville       | 29-21        | 6e                  |              |
| 24                                           | Samedi 27 avril       | Vernon            | CMHB28            | 26-27        | 5e                  |              |
| 25                                           | Vendredi 3 mai        | CMHB28            | Angers            | 37-29        | 5e                  |              |
| 26                                           | Vendredi 10 mai       | Besançon          | CMHB28            | 27-25        | 5e                  |              |
| Bilan : 54 pts en 26 journées (12V, 4N, 10D) |                       |                   |                   |              |                     |              |
| Play-Offs                                    |                       |                   |                   |              |                     |              |
| Demi-finale aller                            | Mercredi 15 mai       | CMHB28            | Mulhouse          | 27-31        |                     |              |
| Demi-finale retour                           | Samedi 18 mai         | Mulhouse          | CMHB28            | 26-30        | Éliminé             |              |

#### Classement
|   | Équipe                       | Pts | J  | G  | N | P  | Bp  | Bc  | Diff |
| - | ---------------------------- | --- | -- | -- | - | -- | --- | --- | ---- |
| 1 | USAM Nîmes (R)               | 70  | 26 | 22 | 0 | 4  | 801 | 681 | 120  |
| 2 | Mulhouse Handball Sud Alsace | 62  | 26 | 18 | 0 | 8  | 735 | 704 | 31   |
| 3 | Dijon Bourgogne HB           | 60A | 26 | 18 | 1 | 7  | 720 | 647 | 73   |
| 4 | Massy Essonne HB             | 55  | 26 | 14 | 1 | 11 | 768 | 723 | 45   |
| 5 | Chartres-Mainvilliers        | 54  | 26 | 12 | 4 | 10 | 706 | 705 | 1    |
| 6 | SMV Vernon Saint Marcel      | 52  | 26 | 12 | 2 | 12 | 752 | 727 | 25   |
| 7 | UMS Pontault-Combault HB     | 51  | 26 | 11 | 3 | 12 | 744 | 738 | 6    |

#### Playoffs
|  | Demi-finales                         | Demi-finales              | Demi-finales |                                      |    | Finale | Finale | Finale |  |
|  |                                      |                           |              |                                      |    |        |        |        |  |
|  | 15 mai à 20 h 30 et 18 mai à 20 h 30 |                           |              |                                      |    |        |        |        |  |
|  |                                      |                           |              |                                      |    |        |        |        |  |
|  | (4e) Massy Essonne Handball          | 22                        | 23           |                                      |    |        |        |        |  |
|  | (4e) Massy Essonne Handball          | 22                        | 23           | 22 mai à 20 h 30 et 25 mai à 20 h 30 |    |        |        |        |  |
|  | (3e) Dijon Bourgogne Handball        | 25                        | 32           |                                      |    |        |        |        |  |
|  | (3e) Dijon Bourgogne Handball        | 25                        | 32           | (3e) Dijon Bourgogne Handball        | 34 | 28     |        |        |  |
|  | 15 mai à 20 h 30 et 18 mai à 20 h 30 |                           |              | (3e) Dijon Bourgogne Handball        | 34 | 28     |        |        |  |
|  |                                      | (2e) Mulhouse Handball SA | 21           | 28                                   |    |        |        |        |  |
|  | (5e) Chartres Métropole              | (2e) Mulhouse Handball SA | 21           | 28                                   | 27 | 30     |        |        |  |
|  | (5e) Chartres Métropole              |                           |              |                                      | 27 | 30     |        |        |  |
|  | (2e) Mulhouse Handball SA            | 31                        | 26           |                                      |    |        |        |        |  |

### Coupe de France
| Tours         | Domicile         | Visiteurs | Score         |
| ------------- | ---------------- | --------- | ------------- |
| 1er tour      | exempt           | exempt    | exempt        |
| 2e tour       | exempt           | exempt    | exempt        |
| 3e tour       | exempt           | exempt    | exempt        |
| 32e de finale | Rezé ASB (N1)    | CMHB 28   | 30-38         |
| 16e de finale | Massy EH (ProD2) | CMHB 28   | 29-29 tab 8-7 |

## Équipe réserve
L'équipe réserve sert de tremplin vers le groupe professionnel pour les jeunes du centre de formation ainsi que de recours pour les joueurs de retour de blessure ou en manque de temps de jeu. Elle est entraînée par Fabrice Rouyer.
Pour la saison 2012-2013, elle évolue en Pré-Nationale, soit le sixième niveau de la hiérarchie du handball en France. L'équipe finit 4e avec 52 points obtenus par 14 victoires, 2 matchs nul et 6 défaites, à dix points du champion l'US Orléans.